# Movistar Team (vrouwenwielerploeg)/2022
Deze pagina geeft een overzicht van de vrouwenwielerploeg Movistar Team in 2022.

## Algemeen
Algemeen manager: Sebastian Unzue Gravalos
Ploegleiders: Pablo Lastras, Jorge Sanz
Fietsmerk: Canyon

## Renners

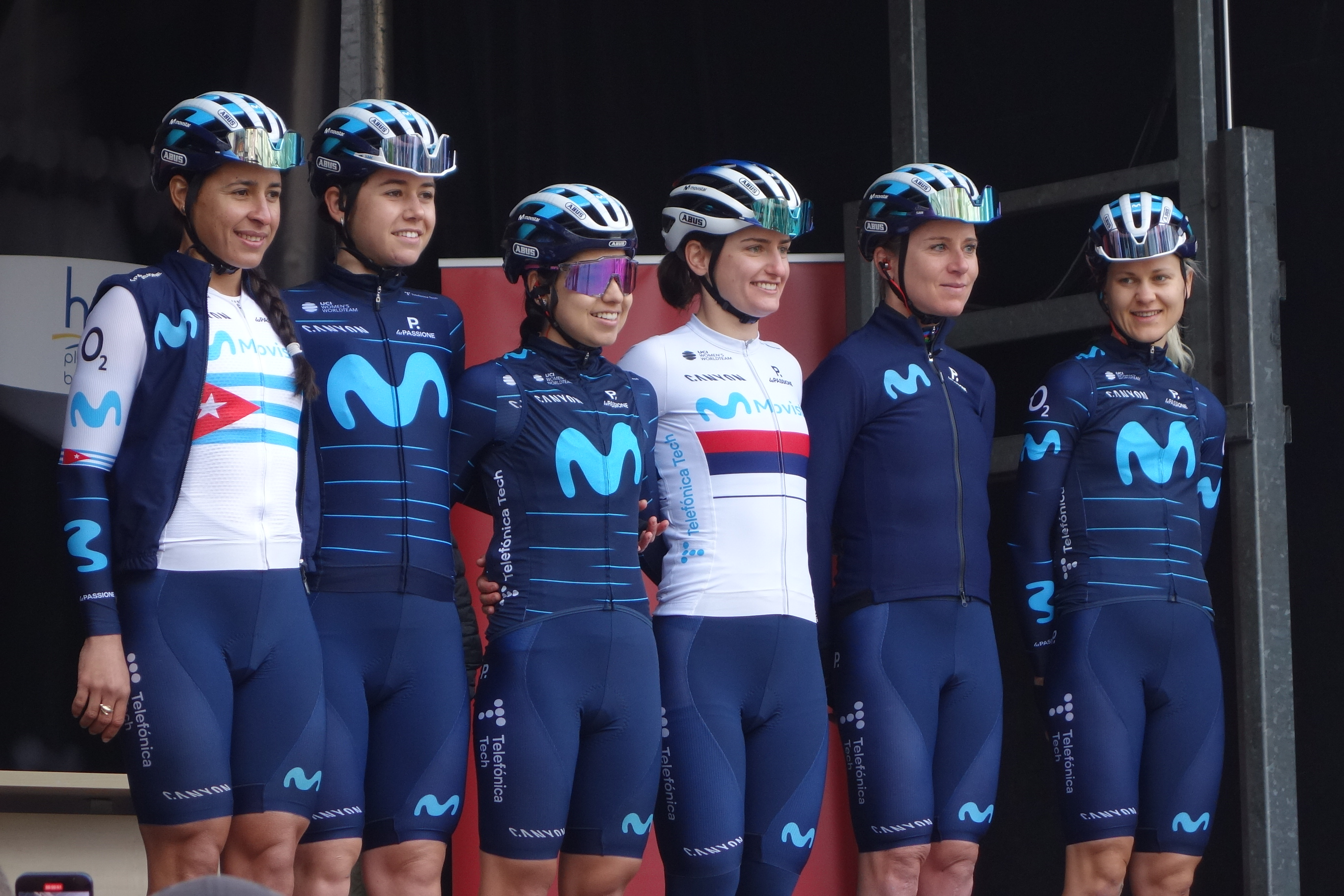
De ploeg in de Waalse Pijl 2022.

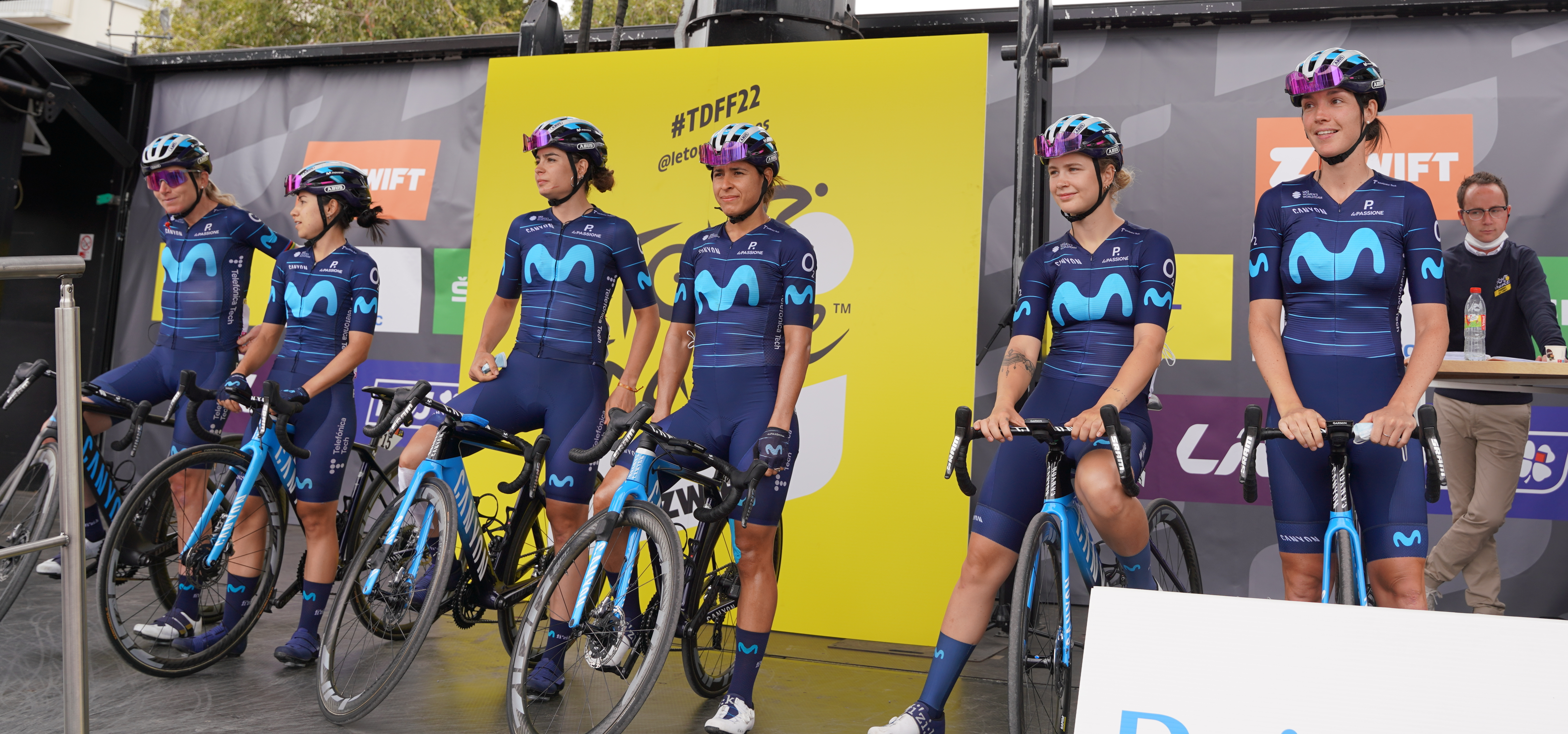
De ploeg in de Tour de France Femmes.

| Naam                 | Geboortedatum | Nationaliteit | Ploeg 2021 |
| -------------------- | ------------- | ------------- | ---------- |
| Katrine Aalerud      | 04-12-1994    | Noorwegen     |            |
| Aude Biannic         | 27-03-1991    | Frankrijk     |            |
| Jelena Erić          | 15-01-1996    | Servië        |            |
| Sarah Gigante        | 02-10-2000    | Australië     | Team Tibco |
| Alicia González      | 27-05-1995    | Spanje        |            |
| Barbara Guarischi    | 10-02-1990    | Italië        |            |
| Sheyla Gutiérrez     | 01-01-1994    | Spanje        |            |
| Sara Martin          | 22-03-1999    | Spanje        |            |
| Emma Norsgaard       | 26-07-1999    | Denemarken    |            |
| Lourdes Oyarbide     | 08-05-1995    | Spanje        |            |
| Paula Patiño         | 29-03-1997    | Colombia      |            |
| Gloria Rodríguez     | 06-03-1997    | Spanje        |            |
| Arlenis Sierra       | 07-12-1992    | Cuba          | A.R. Monex |
| Annemiek van Vleuten | 08-10-1982    | Nederland     |            |

### Vertrokken
| Naam        | Geboortedatum | Nationaliteit    | Ploeg 2022     |
| ----------- | ------------- | ---------------- | -------------- |
| Alba Teruel | 17-08-1996    | Spanje           |                |
| Leah Thomas | 30-05-1989    | Verenigde Staten | Trek-Segafredo |

## Overwinningen
| Wereldkampioenschappen Wegwedstrijd: Annemiek van Vleuten Nationale kampioenschappen wielrennen Denemarken- tijdrit: Emma Norsgaard Setmana Ciclista Valenciana 3e etappe: Annemiek van Vleuten Eindklassement: Annemiek van Vleuten Omloop het Nieuwsblad Annemiek van Vleuten Le Samyn Emma Norsgaard Luik-Bastenaken-Luik Annemiek van Vleuten | Ruta del Sol 1e etappe: Arlenis Sierra 2e etappe: Arlenis Sierra 3e etappe: Jelena Erić Eindklassement: Arlenis Sierra Puntenklassement: Arlenis Sierra Ploegenklassement: *1) Emakumeen Nafarroako Klasikoa Sarah Gigante Ronde van Italië voor vrouwen 3e etappe: Annemiek van Vleuten 8e etappe: Annemiek van Vleuten Eindklassement: Annemiek van Vleuten Puntenklassement: Annemiek van Vleuten | Tour de France Femmes 7e etappe: Annemiek van Vleuten 8e etappe: Annemiek van Vleuten Eindklassement: Annemiek van Vleuten Kreiz Breizh Elites Emma Norsgaard Tour de l'Ardèche 1e etappe: Sheyla Gutiérrez 2e etappe: Sheyla Gutiérrez Ceratizit Challenge 2e etappe: Annemiek van Vleuten Eindklassement: Annemiek van Vleuten Ronde van Romandië 1e etappe: Arlenis Sierra |

*1) Ploeg Ruta del Sol: Aalerud, Erić, Gigante, Martín, Sierra, Patiño
Mannen: 2003 · 2004 · 2005 · 2006 · 2007 · 2008 · 2009 · 2010 · 2011 · 2012 · 2013 · 2014 · 2015 · 2016 · 2017 · 2018 · 2019 · 2020 · 2021 · 2022 · 2023 · 2024 · 2025
Vrouwen: 2018 · 2019 · 2020 · 2021 · 2022 · 2023 · 2024 · 2025
BikeExchange Jayco · Canyon-SRAM · DSM · EF Education-TIBCO-SVB · FDJ Nouvelle-Aquitaine Futuroscope · Human Powered Health · Jumbo-Visma · Liv Racing Xstra  · Movistar · Roland Cogeas Edelweiss Squad · SD Worx · Trek-Segafredo · UAE Team ADQ · Uno-X